# Yoshiobodes papuanus
Yoshiobodes papuanus är en kvalsterart som först beskrevs av Balogh 1970.  Yoshiobodes papuanus ingår i släktet Yoshiobodes och familjen Carabodidae. Inga underarter finns listade i Catalogue of Life.